# 谷山緑地公園
谷山緑地（たにやまりょくち）は、鹿児島県鹿児島市谷山地区にある緩衝緑地である。通称、グリーンベルト。

## 概要
1950年代以降の海岸埋め立てによって造成された木材・工業団地や県道郡元鹿児島港線(産業道路)と背後の住宅・文教地区を遮断するための緩衝緑地として、1971年に鹿児島県によって造られた。東開町の木材港入口交差点から南栄5丁目の交通安全教育センター前まで、永田川をはさんで前述の県道(産業道路)に沿って細長く帯状に広がっている。

## 施設
ヤマモモやマテバシイなどの高木約2700本とキョウチクトウなどの中低木約4500本をはじめとして、ツツジなどの低木やヤシの木が植えられている。また、遊歩道の周囲には85,000㎡の芝が敷かれている。緑地内には遊具施設とトイレが4か所ずつ設置されているほかベンチや健康遊具なども多数設置されており、地域住民や工場労働者の休憩・レクリエーション・散歩・ジョギング・森林浴の場として利用されている。

## 周辺
南北に伸びる緑地を挟んで西側(中山方向)には住宅地が、東側には工業地が広がっている。
- イオンモール鹿児島
- ラ・サール中学校・高等学校
- 鹿児島南警察署
- 交通安全教育センター
- 伊佐智佐神社

## 緑地沿いの町
- 東開町
- 小松原
- 谷山中央
- 卸本町
- 和田
- 南栄